# Pfeffenhausen
Pfeffenhausen – gmina targowa w Niemczech, w kraju związkowym Bawaria, w rejencji Dolna Bawaria, w regionie Landshut, w powiecie Landshut. Leży około 20 km na północny zachód od Landshut, nad rzeką Große Laber, przy drodze B299.

## Współpraca
Miejscowość partnerska:
- Jaworzyna Śląska, Polska